# République de Babin
 (novembre 2022).
La République de Babin ou République Babinienne est une société festive et carnavalesque polonaise créée au XVIe siècle. Elle aurait été la source d'inspiration pour la création du Régiment de la Calotte en France.

## Histoire de la République de Babin
Charles Forster écrit en 1840 :
Il se forma en Pologne, au seizième siècle et sous le règne de Sigismond-Auguste, une institution remplie d'originalité et dont l'idée trouva plus tard des imitateurs en France.
Cette institution prit le nom de République de Babin, village situé entre Lublin et Bełżyce, et appartenant à son fondateur, Stanislas Pszonka, juge au tribunal de Lublin. Sorte d'académie satirique, elle se donna pour mission de corriger les mœurs nationales et de redresser les abus introduits dans le gouvernement.
À l'instar de la grande république, la république de Babin comptait parmi ses dignitaires des palatins, des castellans, des archevêques, des évêques, des starostes, des grands-généraux, des chanceliers, des maréchaux, des trésoriers, enfin toutes les charges ou distinctions en usage dans le corps social.
Dans l'origine de la fondation, Pszonka et ses amis se partagèrent ses diverses dignités, afin de donner de la consistance à l'œuvre créée par eux. Bientôt la république s'accrut d'un nombre immense de membres, qui le devenaient sans s'en douter, et même malgré leur volonté, mais toujours comme châtiment d'une action ou d'un discours insensé.
Par exemple, si, dans les assemblées nationales, une personne s'occupait de choses au-dessus de sa portée ou qui ne la regardaient pas, vite un diplôme, revêtu des signatures et des sceaux du joyeux gouvernement, le nommait chancelier de la république de Babin. Quelqu'un faisait-il parade, en temps inopportun, d'un courage fort douteux, on lui expédiait le brevet de grand-général. Lançait-on contre la religion des paroles peu séantes, le coupable ne tardait pas à recevoir sa nomination au poste de prédicateur ou de saint inquisiteur.
En un mot, nul ne pouvait se soustraire à la juridiction de cette folle institution. Mais, quelque piquante que fut la critique adressée et profond le ridicule, on n'osait point s'en fâcher, dans la crainte d'un plus grand éclat encore. D'ailleurs, il faut le dire à l'éloge de la république, l'impartialité la plus scrupuleuse présida toujours à ses arrêts ; et jamais on n'eut à lui reprocher d'avoir employé l'arme de la calomnie. Pszonka s'était montré trop difficile dans le choix de ses collègues pour que cela arrivât. Aussi les personnages les plus distingués du pays briguèrent-ils l'honneur d'en faire partie, et le monarque lui-même aimait à s'en entretenir.
Un jour que Sigismond-Auguste était entouré de plusieurs membres de la république de Babin, il leur demanda s'ils avaient un roi parmi eux : «  Non, Sire, » lui répondit aussitôt Pszonka, « et de votre vivant nous ne songerons pas à en choisir un. Régnez dans la république de Babin comme vous régnez dans celle de Pologne. » Sigismond rit, et n'eut pas trop l'air de repousser la nouvelle royauté qui lui était offerte avec tant d'abandon. Qui eût osé se fâcher après cela ?
Tout en plaisantant, cette institution dont la devise était : Ridendo castigat mores, exerça une grande influence sur l'esprit national et les mœurs du siècle.
Les guerres avec l'étranger et la décadence du pays, après avoir affaibli l'influence morale de la république de Babin, finirent par réduire au néant une institution qui, comme toutes les choses de ce monde, devait brûler et s'éteindre.
Il est aisé de reconnaître dans la république de Babin l'origine du Régiment de la Calotte, fondé vers la fin du règne de Louis XIV, par une société de joyeux officiers. L'arme du ridicule lui servait également à punir toute sottise éclatante ; et son premier généralissime, Aymon, fit un jour au roi une réponse analogue à celle de Pszonka. Louis XIV lui demandant s'il ne ferait jamais défiler son régiment devant lui : Sire, repartit le hardi plaisant, il n'y aurait personne pour le voir passer.

## Le Régiment de la Calotte
Arthur Dinaux écrit parlant de l'ouvrage  Journée calottine, en deux dialogues : I. Association de la République Babinienne au Régiment de la Calotte ; II. Oraison funèbre du général Aimon Ier. paru en 1732 :
Cette brochure n'est pas reproduite dans les Mémoires pour servir à l'histoire de la Calotte.
Il y est prouvé par une histoire complète de la République de Babin en Pologne que cette société facétieuse, fondée au milieu du XVIe siècle, a pu donner l'idée du régiment de la Calotte.